# Chasmodia puncticeps
Chasmodia puncticeps är en skalbaggsart som beskrevs av Benderitter 1925. Chasmodia puncticeps ingår i släktet Chasmodia och familjen Rutelidae. Inga underarter finns listade i Catalogue of Life.